# Apios
Apios es un género de plantas con flores  perteneciente a la familia Fabaceae. Es originario de Norteamérica. Comprende 22 especies descritas y de estas, solo 8 aceptadas.

## Taxonomía
El género fue descrito por Philipp Conrad Fabricius y publicado en Enumeratio Methodica Plantarum 176. 1759.
Etimología
Apios: nombre genérico que deriva de las palabras griegas para "pera" y puede referirse a la forma de pera de algunos tubérculos.

## Especies aceptadas
A continuación se brinda un listado de las especies del género Apios aceptadas hasta julio de 2014, ordenadas alfabéticamente. Para cada una se indica el nombre binomial seguido del autor, abreviado según las convenciones y usos.	
- Apios americana Medik.
- Apios priceana B. L. Rob.
- Apios fortunei Maxim.
- Apios carnea (Wall.) Benth. ex Baker
- Apios taiwanianus Hosokawa
- Apios delavayi Franchet
- Apios gracillima Dunn
- Apios marcantha Oliver